# Patornay
Patornay település Franciaországban, Jura megyében. Lakosainak száma 154 fő (2022. január 1.). Patornay Vertamboz, Boissia, Charézier, Mesnois és Pont-de-Poitte községekkel határos.

## Népesség
A település népességének változása:
| Lakosok száma | 192  | 173  | 162  | 140  | 139  | 140  | 140  | 149  | 154  | 154  |
|               | 1968 | 1982 | 1990 | 2006 | 2013 | 2015 | 2017 | 2019 | 2020 | 2022 |